# リチャード・カイリー
リチャード・カイリー（Richard Kiley、1922年3月31日-1999年3月5日）は、アメリカ合衆国イリノイ州シカゴ市出身の舞台俳優、映画俳優、声優。

## 略歴
カイリーはシカゴの演劇学校で演技を学んだあと、サマーストック・シアターに参加した。その後海軍服役を経て、地元のシカゴでラジオアナウンサーなどを務めた後ニューヨークに渡り、舞台とTVを中心に俳優として活動を始めた。1950年代からは映画にも本格的に進出し、硬派な演技派として認知される。
その後、1960年代は『スラッタリー物語』などをはじめとするTVシリーズに顔を出し、また大ヒットミュージカル『ラ・マンチャの男』のブロードウェイ初演において主役のセルバンテス/ドン・キホーテ役を演じ、1966年にトニー賞を受賞した。
日本においては、1974年公開のSF童話ファンタジー映画『星の王子さま』の主役として有名である
その後も『ミスター・グッドバーを探して』や『エンドレス・ラブ』などのハリウッドメジャー作品に花を添える存在として助演し、晩年まで現役の第一線でありつづけた。
1999年、77歳の誕生日直前にカイリーは原因不明の骨髄疾患により死去した。

## 主な出演作品

### 映画
- 拾った女 Pickup on South Street (1953)
- 無警察地帯 The Phoenix City Story (1955)
- 暴力教室 Blackboard Jungle (1955)
- ペンダラム Pendulum (1968)
- 星の王子さま The Little Prince (1974)
- ミスター・グッドバーを探して Looking for Mr. Goodbar (1977)
- エンドレス・ラブ Endless Love (1981)
- フェノミナン Phenomenon (1996)
- パッチ・アダムス トゥルー・ストーリー Patch Adams (1998)
- ナイス・ショット Nice Shot (2001)

### TV
- クラフト・テレビジョン・シアター Kraft Television Theatre (1951-58)
- あなたは目撃者/架空実況中継 You Are There (1953-55)
- スラッタリー物語 Slattery's People (1964)ゲスト
- 四次元への招待 Night Gallery (1969)
- 殺しの診断書 Murder Once Removed (1971)
- 刑事コロンボ<権力の墓穴> Columbo: A Friend in Deed (1974)
- エンジェル・オン・マイ・ショルダー Angel on My Shoulder (1980)
- 愛を覚えていますか Do You Remember Love (1985)
- 死の天使レイチェル The Bad Seed (1985)
- 新トワイライト・ゾーン「エイリアン来襲！」The Twilight Zone: A Day in Beaumont (1986)
- A Year in the Life (1987-88)
- 裁かれた壁~アメリカ・平等への闘い~ Separate But Equal (1991)
- スタートレック:ディープ・スペース・ナイン「愛の幻影」Star Trek: Deep Space Nine(1993)
- ピケット・フェンス Picket Fences (1994)
- 想い出のブルー・ムーン Blue Moon (1999)

### 声の出演
- ジーザス Jesus (1979)(ナレーター)
- ハワード・ザ・ダック/暗黒魔王の陰謀 Howard the Duck (1986)
- ジュラシック・パーク Jurassic Park (1993)
- 限界への挑戦者 (1996)（ナレーター）